# Goltoft
Goltoft (på ældre dansk også Goldtoft) er en landsby i Brodersby-Goltoft kommune i det nordlige Tyskland under Slesvig-Flensborg kreds i Slesvig-Holsten. Goltoft var en selvstændig kommune indtil den blev sammenlagt med nabokommunen Brodersby den 1. marts 2018. Den forhenværende kommune bestod af landsbyen Goltoft og bebyggelserne Hellør (Hellör) og Nørremark (Norderfeld). Hellør ligger direkte ved Slien.
Goltoft (på ældre dansk også Goldoft) blev første gang nævnt 1386. Stednavnet er afledt af gold for ufrugtbar (sml. oldnordisk gelgja).
Byen lå i Brodersby Sogn (Slis Herred), da området tilhørte Danmark.
Den sydslesvigske by er landbrugspræget.